# Hans Nowak
Hans Nowak (ur. 9 sierpnia 1937 w Gelsenkirchen, zm. 19 lipca 2012) – piłkarz niemiecki, występujący na pozycji obrońcy.
W latach 1961–1964 rozegrał 15 meczów w reprezentacji RFN. Wystąpił na Mistrzostwach Świata 1962.
Z Bayernem Monachium zdobył dwukrotnie zdobywał Puchar Niemiec (1966, 1967) i raz Puchar Zdobywców Pucharów (1967).